# 古尔萨赖
古尔萨赖（Gursarai），是印度北方邦Jhansi县的一个城镇。总人口22991（2001年）。

## 人口
该地2001年总人口22991人，其中男性12099人，女性10892人；0—6岁人口3460人，其中男1835人，女1625人；识字率66.71%，其中男性为75.96%，女性为56.44%。